# T-50A
T-50A는 대한민국 KAI가 기존의 T-50 훈련기로는 미국 공군의 차기 훈련기 T-X 프로그램사업의 요구 사항을 충족할 수 없어 미국 록히드마틴과 함께 FA-50 경전투기를 기반으로 개량 제작한 기체이다. 미주방위군용 염가형 경전투공격기의 후보가 될 경우, 미국내 전 군의 훈련기 도입 규모는 1,000대에 달할 것으로 예상이 되는 큰 규모의 사업이다.

## 주요 개량 포인트
KAI의 FA-50 경전투기에서 미공군의 T-X용 기체로 변화된 주요개량포인트는, F-35 및 F-22 전투기의 훈련기로 활용을 위하여 AESA 레이다 및 스텔스기의 전술훈련을 대신 할 수 있는 항전장비와 훈련소프트웨어의 개량, 그리고 미공군타입 붐(Boom)방식의 공중급유구의 신설 및 장거리 비행이 가능한 추가 연료탱크부착 등이 있다. 또한 현재 F-404엔진에서 향후 고성능의 F-414 엔진의 장착 가능성과 훈련용 타겟팅포드 장착도 검토가 되고 있다.
또한 F-22나 F-35와 같은 스텔스 전투기들은 평시 정비 유지 비용도 과대하기 때문에 평시에는 훈련기에 해당 전투기의 항전장비와 공격시스템을 시뮬레이션할 시스템을 내장하는 방식으로 제작, 전투조종사들이 탑승하여 비행기량 유지비행을 함으로 전투기는 쉴 수 있게하여 유지비와 수명을 절약할 수 있는 체계를 계획중이라고 한다. 이 점에 있어 경전투기 기반인 T-50A는 타 아음속 훈련기 기체들에 비해서 유리한 장점을 지니고 있다.
```
치열한 미국 훈련기 수주전…100조원 수출 기대 - T-50A관련 영상

Lockheed Martin Flies First T-50A Upgraded Aircraft for T-X Competition
```

## 같이 보기
- T-X 프로그램
- T-50 골든이글